# 苍山木蓝
苍山木蓝（学名：Indigofera forrestii）为豆科木蓝属下的一个种。

## 扩展阅读
維基物種上的相關：苍山木蓝